# Route nationale 17 (Madagascar)
Pour les articles homonymes, voir Route nationale 17.
La route nationale 17 (N 17) est une route nationale s'étendant de Beraketa jusqu'à Morafeno Bekily à Madagascar.

## Description
La route 17 parcourt 42 kilomètres dans la région d'Androy au sud de Madagascar.
Elle bifurque de la N 13 à Beraketa et se dirige vers l'ouest jusqu'à Morafeno Bekily.

## Parcours
- Beraketa, croisement de la N 13
- Bedona
- Morafeno Bekily